# Tricholophia ceylonica
Tricholophia ceylonica är en skalbaggsart som beskrevs av Stefan von Breuning 1938. Tricholophia ceylonica ingår i släktet Tricholophia och familjen långhorningar.
Artens utbredningsområde är Sri Lanka. Inga underarter finns listade i Catalogue of Life.